# Social Credit Party of Australia
Die Social Credit Party of Australia, auch Douglas Credit Party of Australia, war eine im Australien der 1930er Jahre gegründete antisemitische  Partei. Sie entstand aus einer politischen Bewegung der 1920er Jahre, die auf der Theorie des Social Credits des Geldwesens aufbaute und in der Zeit der Weltwirtschaftskrise politische Bedeutung errang. Die Namen ihrer australischen Nachfolgeparteien nehmen keinen Bezug mehr auf die Theorie des Social Credits.

## Ideologie
Die Theorie des Social Credit stellt die Hypothese auf, dass den Gesamtkosten aller produzierten Güter keine ausreichende Geldmenge gegenüberstehe. Daraus resultiere eine Verschuldung von Staatsbürgern und des Staats, und die Unternehmer müssten sich Geld von den Banken leihen, um sich zu refinanzieren. Die Unternehmer müssten unterhalb der Herstellkosten ihre Produkte verkaufen und gerieten dadurch in Insolvenz. Wirtschaftssysteme gerieten in Zahlungskrisen und Staaten führten untereinander Handelskriege, deren Verlierer Schulden aufnehmen müssten. Manche Staaten finanzierten anderen Staaten durch Waffenverkäufe Kriege, die wiederum Auswirkungen auf die Geldmenge des eigenen Landes hätten. Auf diesen Vorstellungen aufbauend und durch die Erfahrung großer Wirtschaftskrisen bezeichnete der schottische Ingenieur Clifford Hugh Douglas das Geld- und Kreditsystem als einen Teil einer „jüdischen Weltverschwörung“ und forderte die Abschaffung privater Banken und supranationaler Banksysteme. Stattdessen solle eine „nationale Volksbank“ geschaffen werden, die die Preise festsetzt, Kredite vergibt und die Zinsen festlegt.

## Politische Entwicklung
In Queensland und in Tasmanien kandidierte die Social Credit Party 1934 und 1935 bei Wahlen, allerdings errang sie keinen Abgeordnetensitz. Nach diesen Wahlniederlagen traten Mitglieder der Social Credit Partei anderen Parteien bei, insbesondere der Australian Labor Party (ALP). Die Ideen des Social Credits fanden allerdings keinen Niederschlag in der konkreten Politik australischer Regierungen der Labor Party.
1946 gründete Eric Butler die Australian League of Rights (ALOR)  (deutsch: Australische Liga der Rechten) als politische Bewegung, deren ideologische Grundlagen auf der Theorie des Social Credits basieren. 1960 wandelte sich diese politische Bewegung zur Partei und trat 1961 mit drei ihrer Kandidaten zur Senatswahl von New South Wales an. Diese konnten 15.000 Stimmen auf sich vereinen, errangen allerdings keinen Sitz. Auch eine weitere Kandidatur von neun Mitgliedern 1963 misslang.
In den frühen 1970er Jahren versuchte die ALOR, die Kontrolle über die rechtsradikale National Party of Australia zu übernehmen, und schleuste ihre Mitglieder in ausreichend großer Anzahl in diese Partei ein – eine Taktik, die als Entrismus bezeichnet wird. Dies verhinderte der Parteivorsitzende der National Party of Australia Doug Anthony. Dennoch kandidierten 1970 Mitglieder der Partei der Australian League of Rights, die für die Theorie des Social Credits eintraten, in Queensland, South Australia und New South Wales bei Wahlen, allerdings ohne Erfolg.
In den späten neunziger Jahren propagierte die rechtspopulistische One Nation Party von Pauline Hanson die Idee des Social Credits und die Errichtung einer National Credit Authority, einer „nationalen Volksbank“. Daraufhin beschuldigte Butler sie, die Programmatik seiner Partei zu kopieren.